# Fiordo Dagg
Il fiordo Dagg (Dagg Sound in inglese, Te Rā in māori) è un fiordo situato lungo la costa occidentale dell'Isola del Sud della Nuova Zelanda.

## Geografia
Il fiordo è situato a sud del fiordo Doubtful e a nord del fiordo Breaksea. Le sue acque sono frequentate dalle balene, specialmente alla sua imboccatura, sull'orlo della piattaforma continentale, dove i fondali si inabissano improvvisamente di migliaia di metri.
Il fiordo è racchiuso tra ripide scogliere e si inoltra nella terraferma per circa 13 chilometri.

## Storia
Il fiordo porta il nome del capitano della baleniera Scorpion che visitò le sue acque nel 1804. Nel mese di ottobre del 2019 è stata ufficializzata la dicitura bilingue māori e inglese Te Rā / Dagg Sound.